# Скафа, Пётр Владимирович
Пётр Владимирович Ска́фа (1910—1988) — инженер-технолог, учёный, один из пионеров ПГУ. Занимал инженерные и руководящие должности на предприятиях и в организациях нескольких подотраслей газовой промышленности СССР.

## Биография
Пётр Владимирович Скафа родился 12 января 1910 года на руднике Ветка (ныне Донецкая область, Украина). К трудовой деятельности приступил в 1926 году в Донбассе (ученик школы обучения промышленным специальностям, электрослесарь шахты № 8 рудника Ветка). В 1928 г. поступил в Донецкий горный техникум (Сталино), считавшийся вузом, затем перешёл в Донецкий углехимический институт (ДУХИ), который окончил в 1932 году, получив специальность инженера-технолога. По завершении учёбы в вузе был оставлен в аспирантуре, заведовал лабораторией, учебной частью. С 1934 года в качестве главного инженера, затем — директора Горловской станции «Подземгаз» Наркомтоппрома СССР занимался осуществлением поставленной правительством задачи по получению из угля газа, пригодного для пополнения топливно-энергетического баланса страны. Эта задача рассматривалась как первостепенная из-за практически неразвитых на тот момент разведки, добычи и использования природного газа. Результатом опытно-экспериментальных работ, осуществлённых совместно с такими же энтузиастами, зачинателями газовой промышленности — В. А. Матвеевым и Д. И. Филипповым, — явилось создание и внедрение на Горловской станции способа получения искусственного газа за счёт ПГУ поточным методом. Всего в 1934—1951 годах П. В. Скафа лично внёс 16 изобретений, на которые Гостехника СССР выдала авторские свидетельства.
Разработка теории поточного метода ПГУ была выполнена П. В. Скафой в период его учёбы в Донецком углехимическом институте (совместно с Д. И. Филипповым и В. А. Матвеевым) под руководством профессора И. Е. Коробчанского и при активной помощи профессора В.С. Крыма..
В 1939 году П. В. Скафа становится главным инженером Главуглегаза Наркомата угольной промышленности, в 1943 году — заместителем начальника Главгазтоппрома при СНК СССР — начальником Управления газификации твёрдого топлива, в 1949 года — заместителем начальника Главгаза МНП СССР — начальником Отдела ПГУ. С 1951 году продолжал заниматься проблемами получения газа на базе угля в МУП СССР, затем — в созданном в 1956 года Главгазе (с 1963 года — Газпром) при СМ СССР. В 1964 году стал кандидатом технических наук. С образованием Мингазпрома СССР (1965) назначается (как зарекомендовавший себя к тому времени высококвалифицированным инженером, умелым организатором производства, хорошо знающим нефтяную и газовую промышленность) главным инженером Главгазпереработки. В 1968—1972 годах был начальником Всесоюзного промышленного объединения «Союзгазификация», занимавшегося доставкой и распределением сжиженных газов, газификацией преимущественно сельской местности на базе природного и сжиженного газов, подземной газификацией углей, машиностроением, производством и обеспечением народного хозяйства кислородом, азотом, аргоном и т. н. редкими газами — криптоном и ксеноном. В 1972—1985 годах возглавлял Всесоюзное объединение «Союззагрангаз» в Мингазпроме СССР и далее — в Минефтегазстрое СССР. Участвовал в заключении и последующем осуществлении контрактов по сооружению нефтяных и газовых объектов в Анголе, Афганистане, Монголии, Венгрии, Вьетнаме, Ираке, Ливии, Нигерии, Румынии, Финляндии и других странах.
Умер в Москве 22 января 1988 года.

## Факты
Ещё до Великой Отечественной войны смелое научное изыскание молодых инженеров-химиков из Донбасса привлекло внимание писательницы В. К. Кетлинской. Она начала писать роман, связанный со сложными, порой драматическими перипетиями освоения ПГУ. Закончить роман с многозначительным названием «Иначе жить не стоит» удалось только в 1960-м году. П. В. Скафа — прототип одного из главных героев этого романа.

## Награды и премии
- Орден Октябрьской революции (1971)
- Сталинская премия I степени (14 марта 1941) — за разработку метода подземной газификации углей
- Орден Ленина (17 января 1939) — за научную разработку метода подземной газификации углей и успешное освоение этого метода на Горловской станции[5]
- Орден Трудового Красного Знамени
- Орден Трудового Красного Знамени
- Медаль «За доблестный труд в Великой Отечественной войне 1941—1945 гг.»
- Медали

## Публикации
- Скафа П. В. Итоги работы Горловской станции подземной газификации углей. // Первое всесоюзное совещание по подземной газификации углей. / под ред. В.А. Матвеева. — М., 1941.
- Скафа П. В. Подземная газификация углей. — М., 1960, Госгортехиздат.